# Опијат
Опијати су психофармаколошка средства која се користе и као лекови и као дроге. Постоје природни опијати, добијени из опијума, полусинтетички и синтетички. Опијати имају снажно аналгетичко и умирујуће дејство, изазивају уклањање бола, емоционалне напетости, стрепње и изазивају пријатно расположење. Њихово узимање врло брзо доводи до зависности.